# Actinoschoenus yunnanensis
Actinoschoenus yunnanensis är en halvgräsart som först beskrevs av Charles Baron Clarke, och fick sitt nu gällande namn av Yan Cheng Tang. Actinoschoenus yunnanensis ingår i släktet Actinoschoenus och familjen halvgräs. Inga underarter finns listade i Catalogue of Life.